# 아라베스크 (음악 그룹)
아라베스크(Arabesque)는 1977년 유럽 디스코 시대가 한창이던 서독 프랑크푸르트에서 결성된 여성 3인조 그룹이다. 그룹의 변화하는 라인업은 독일 작곡가 장 프랑크푸르터와 함께 작업했다.